# Lemon Grove
Lemon Grove és una ciutat dels Estats Units a l'estat de Califòrnia. Segons una estimació del 2007 tenia 24.124 habitants.

## Demografia
Segons el cens del 2000, Lemon Grove tenia 24.918 habitants, 8.488 habitatges, i 5.958 famílies. La densitat de població era de 2.531,8 habitants/km².
Dels 8.488 habitatges en un 36,4% hi vivien nens de menys de 18 anys, en un 49% hi vivien parelles casades, en un 15,6% dones solteres, i en un 29,8% no eren unitats familiars. En el 22,4% dels habitatges hi vivien persones soles el 8,9% de les quals corresponia a persones de 65 anys o més que vivien soles. El nombre mitjà de persones vivint en cada habitatge era de 2,87 i el nombre mitjà de persones que vivien en cada família era de 3,36.
Per edats la població es repartia de la següent manera: un 27,6% tenia menys de 18 anys, un 9% entre 18 i 24, un 30,9% entre 25 i 44, un 20,5% de 45 a 60 i un 12% 65 anys o més.
L'edat mediana era de 35 anys. Per cada 100 dones de 18 o més anys hi havia 91 homes.
La renda mediana per habitatge era de 39.823 $ i la renda mediana per família de 45.844 $. Els homes tenien una renda mediana de 35.042 $ mentre que les dones 28.509 $. La renda per capita de la població era de 17.002 $. Entorn del 9,2% de les famílies i el 13,7% de la població estaven per davall del llindar de pobresa.

## Poblacions properes
El següent diagrama mostra les poblacions més properes.